# L'Île mystérieuse de l'oncle Ernest
 (mars 2020).
Si vous disposez d'ouvrages ou d'articles de référence ou si vous connaissez des sites web de qualité traitant du thème abordé ici, merci de compléter l'article en donnant les références utiles à sa vérifiabilité et en les liant à la section « Notes et références ».
L’Île mystérieuse de l’oncle Ernest est un jeu vidéo d’aventure et de réflexion conçu par Éric Viennot et développé par Lexis Numérique. Sorti en 2000, c’est le troisième opus des Aventures de l’oncle Ernest, et dernier de la trilogie avant la sortie des deux volets suivants.

## Récompenses
- Sélectionné par le jury multimédia du Salon du livre et de la presse jeunesse 2000
- Micro Hebdo d’Or 2000